# 坂田省吾
坂田 省吾（さかた しょうご、1957年 - ）は、日本の心理学者。専門は学習心理学、生理心理学。広島大学名誉教授、日本学術会議会員。元国際比較心理学会（ISCP）会長。日本心理学会国際賞功労賞受賞。

## 人物・経歴
兵庫県生まれ。1980年広島大学総合科学部総合科学科卒業。1982年広島大学大学院環境科学研究科修士課程修了、学術修士。同年広島大学医学部助手。1986年広島大学総合科学部助手。1990年医学博士。
1991年広島大学総合科学部講師。1995年広島大学総合科学部助教授。1999年デューク大学客員教授。2005年広島大学大学院総合科学研究科教授。
2013年国際比較心理学会（ISCP）会長（President）。同年日本動物心理学会優秀発表奨励賞受賞。2014年日本学術会議連携会員。2019年放送大学広島学習センター客員教授。
2023年広島大学名誉教授、広島大学大学院人間社会科学研究科特任教授、新潟医療福祉大学心理・福祉学部心理健康学科教授、日本学術会議会員（第一部、心理学・教育学委員会委員長）。同年日本心理学会国際賞功労賞受賞。専門は学習心理学、生理心理学、動物心理学、時間心理学。